# 줄리어스 니에레레 국제공항

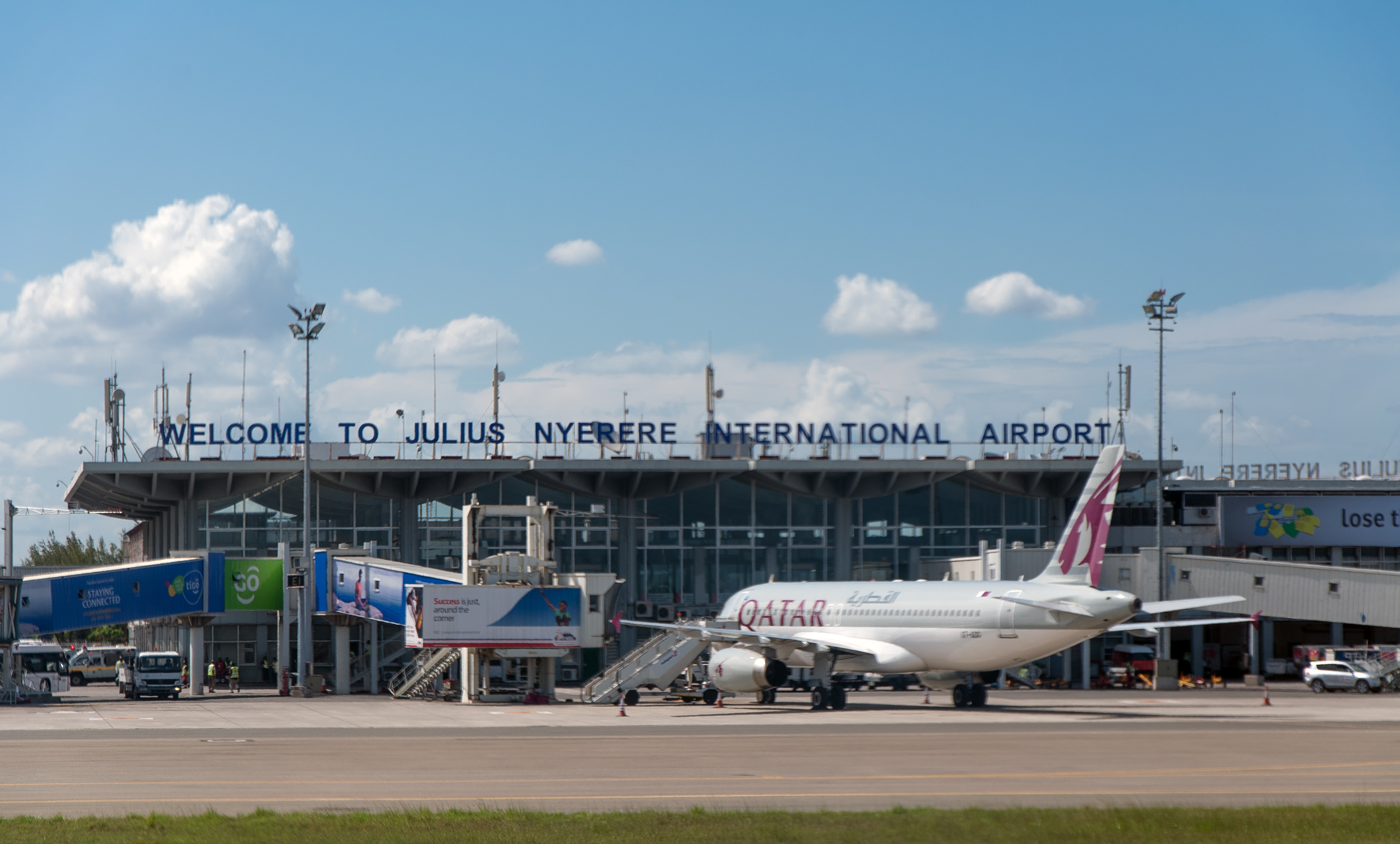

줄리어스 니에레레 국제공항(Julius Nyerere International Airport, IATA: DAR, ICAO: HTDA)은 탄자니아의 최대 도시 다르에스살람의 국제공항이다. 도시 중심부에서 남서쪽으로 약 12킬로미터 지점에 위치해 있다. 이 공항의 비행편은 아프리카, 아시아, 유럽, 중동으로 연결된다. 이 공항의 이름은 탄자니아의 제1대 대통령 줄리어스 니에레레의 이름을 따서 지어졌다.